# アルマンソール峰
アルマンソール峰（スペイン語: Pico Almanzor: スペイン語: Pico de Almanzor: スペイン語: Moro Almanzor）は、セントラル山系のグレドス山脈にある山。スペイン・カスティーリャ・イ・レオン州アビラ県に位置する。標高は2591mであり、セントラル山系の最高峰である。そのプロミネンスは1689mであり、スペイン大陸部に4座しかないウルトラ・プロミネント峰のひとつに数えられている。

## 歴史

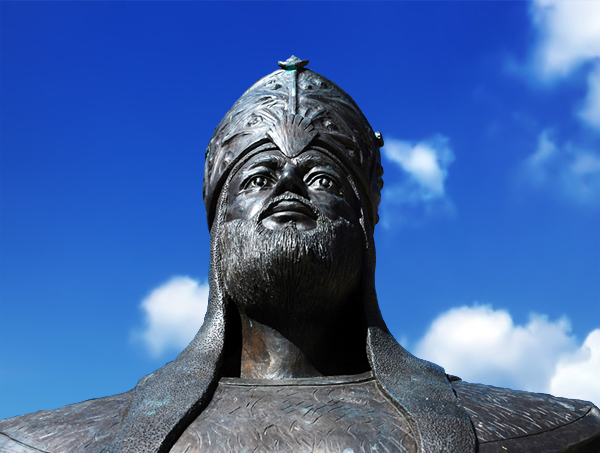
名称の由来となったアルマンソール（マンスール）

10世紀後半の後ウマイヤ朝の宰相であるアルマンソール（マンスール）が山名の由来である。アルマンソール自らが初登頂者であるとする伝説も存在し、その伝説によるとアルマンソールは乗馬して登頂した。イベリア半島のムーア人はアルマンソールのカトリック勢力に対する勝利を称えて、この山にアルマンソールという名を授けた。このような由来から、プラサ・デル・モーロ・アルマンソール（スペイン語: Plaza del Moro Almanzor）と呼ばれることもある。
1899年9月、マヌエル・ゴンサレス・デ・アメスアとホセ・イブリアン・エスパーダが初めて登頂した。1903年にはアメスアとイブリアン・エスパーダにオンタニョンとアブリカーロを加えた登山隊が冬季初登頂した。1960年には頂上に1メートルの鉄製十字架が置かれた。

## 地理
グレドス山脈中央部の北斜面にはグレドス圏谷（カール）があり、この地域はグレドス山脈地域公園に指定されている。アルマンソール峰はグレドス圏谷の東端に位置する。グレドス圏谷でもっとも標高の低い1940m地点にはグランデ・デ・グレドス湖がある。この湖の脇にはアルマンソール峰の登山者が頻繁に利用する山岳避難所がある。

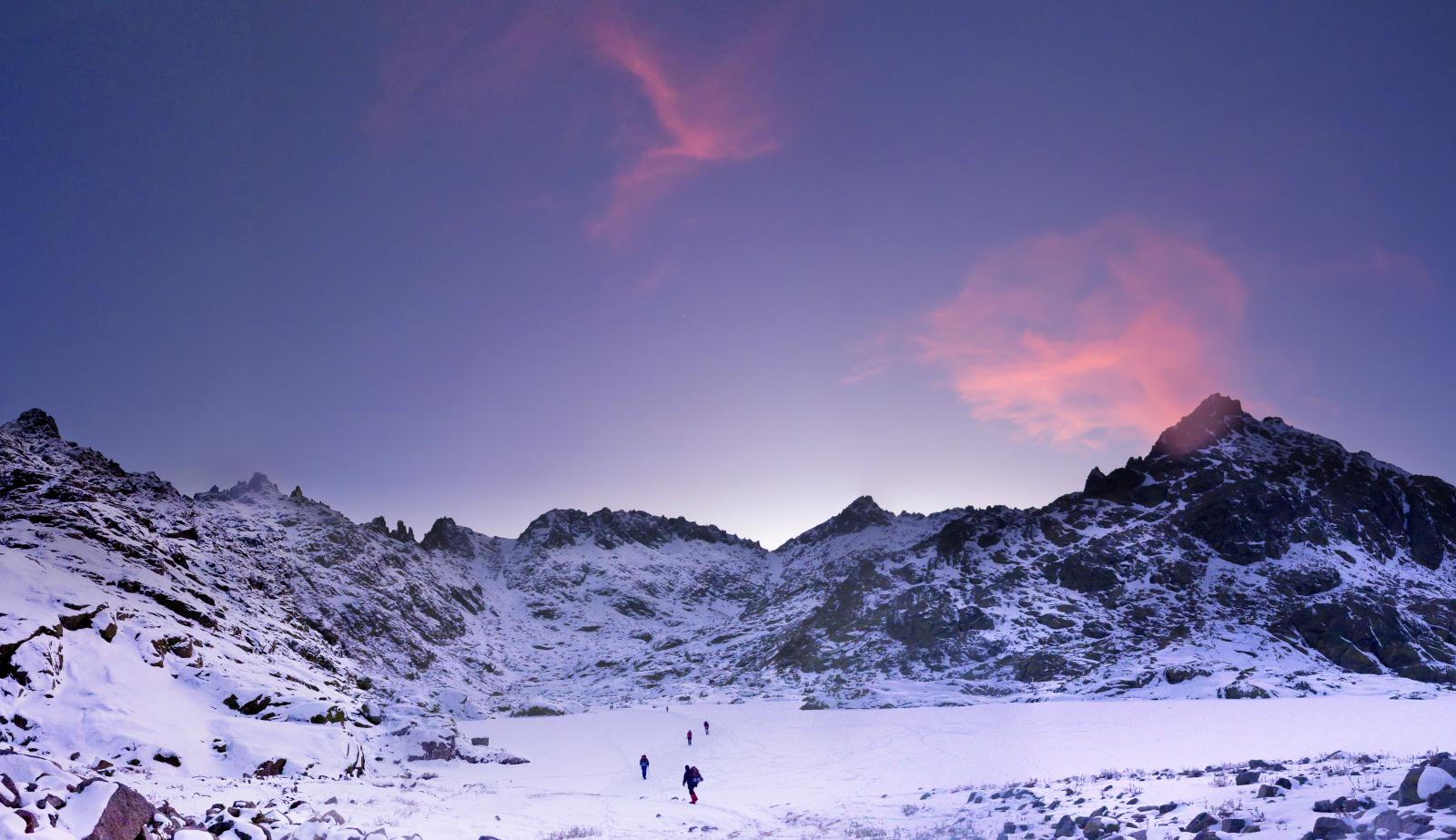
グレドス圏谷（英語版）
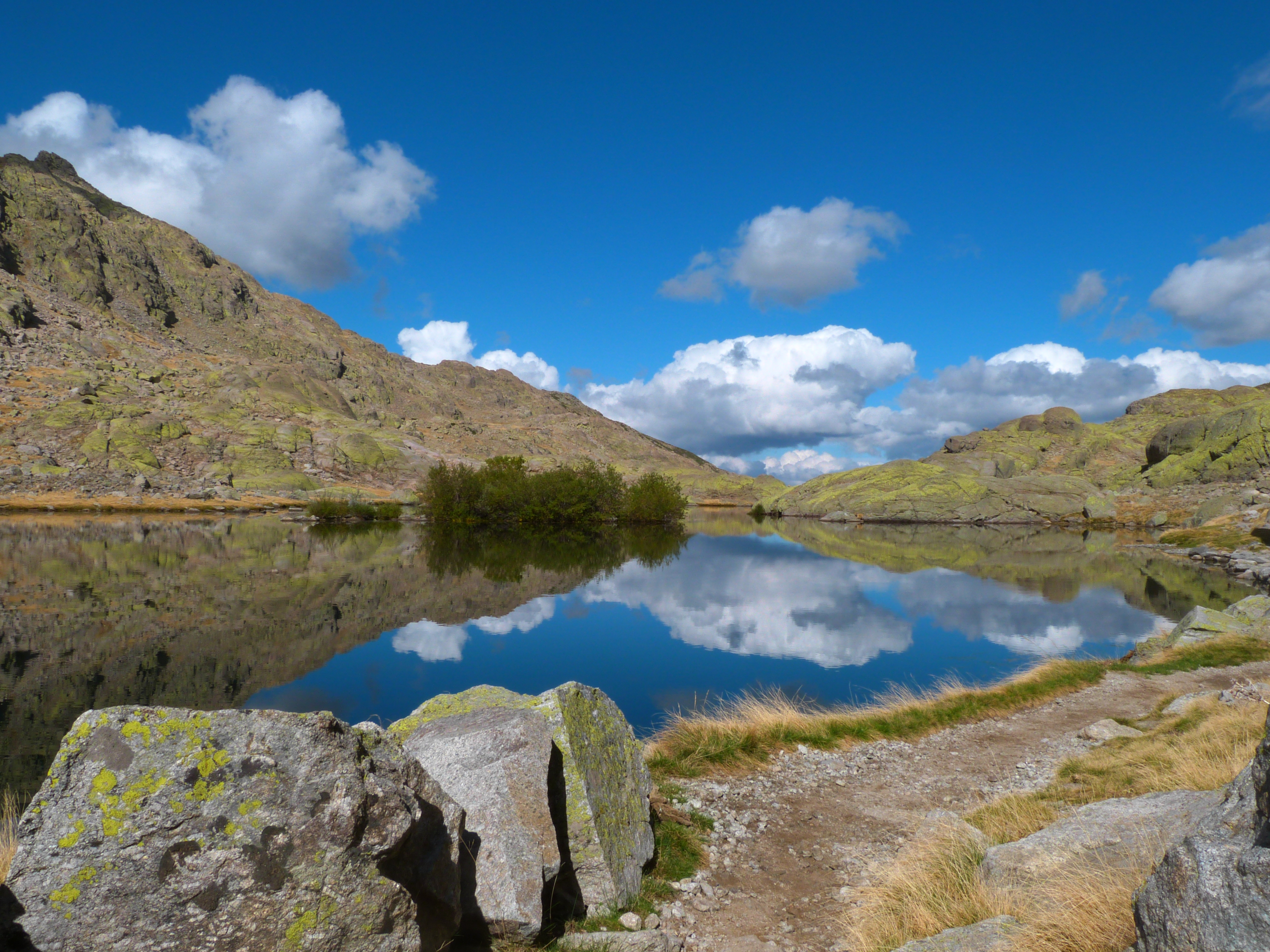
グランデ・デ・グレドス湖